# Monts du Prince-Alexandre
Les monts du Prince-Alexandre sont un massif montagneux en Papouasie-Nouvelle-Guinée. Il est situé sur la côte nord de la Nouvelle-Guinée. Les monts Torricelli se trouvent à l'ouest et le bassin du fleuve Sepik se trouve au sud. Le mont Turu est un sommet remarquable, situé vers l'extrémité orientale de la chaîne.

## Écologie
La partie de la chaîne au-dessus de 1 000 mètres d'altitude abrite l'écorégion des forêts pluviales de montagne du nord de la Nouvelle-Guinée, qui s'étend également sur des parties des chaînes voisines. Les pentes inférieures à 1 000 mètres font partie des forêts pluviales et marécageuses d'eau douce des basses terres du nord de la Nouvelle-Guinée.